# Espolde
Die Espolde ist ein 16,1 km langer, nordwestlicher bzw. linker Zufluss der Leine im südniedersächsischen Landkreis Northeim.

## Name
Die erste urkundliche Erwähnung des Flusses fand 1409 als an dey Espeln statt. Der Name leitet sich von der Baumart Espe ab.

## Verlauf
Die Espolde entspringt in den Ostausläufern des Mittelgebirges Solling. Ihre Quelle liegt etwas nördlich des Dorfes Espol auf etwa 311 m ü. NN.
Anfangs verläuft die Espolde, direkt nach Verlassen des Sollings, in südsüdöstlicher Richtung zwischen dem Solling im Westen und dem Höhenzug Weper im Osten durch Üssinghausen und Trögen (beide zu Hardegsen), wobei sie entlang des Südostrands vom Naturpark Solling-Vogler fließt. Dabei strebt sie auf die nach Unterqueren der Sollingbahn erreichte Kernstadt von Hardegsen zu, wo sie ihre Fließrichtung nach Ostsüdosten ändert. Fortan verläuft das Fließgewässer anfangs parallel zur Bundesstraße 241, die es unterquert, und dann zur Bundesstraße 446. Dabei passiert es Hevensen (zu Hardegsen) und Wolbrechtshausen (zu Nörten-Hardenberg) und unterquert unterhalb Lütgenrode (zu Nörten-Hardenberg) die Bundesautobahn 7.
Dabei tritt die Espolde in den Leinegraben ein, um in dieser Niederung auf etwa 126 m ü. NN in die Leine zu münden; ihrer Mündung gegenüber liegt – jenseits der Leine und Bundesstraße 3 – Marienstein (zu Nörten-Hardenberg).

## Geschichte
In der Vergangenheit wurde die Wasserkraft der Espolde zum Antrieb von Wassermühlen genutzt. In den Ortschaften Hevensen und Wolbrechtshausen zeugen davon heute noch zwei parallel zum Gewässer angelegte Mühlengräben sowie zugehörige Wehranlagen. Auch existiert ein Mühlengraben in der Stadt Hardegsen, welcher quer durch das Stadtgebiet verläuft und in der Nähe der Burg Hardeg ein altes Mühlhaus passiert.